# Mike Rapada
Michael Rapada, meglio noto come "The Colorado Kid" Mike Rapada (Merced, 28 agosto 1964), è un wrestler statunitense.

## Titoli e riconoscimenti
- National Wrestling Alliance
  - NWA World Heavyweight Championship (2)
- Ozark Mountain Wrestling/North American All-Star Wrestling/Music City Wrestling/NWA Nashville/NWA Main Event
  - NWA North American Heavyweight Championship (5)
  - OMW/NAASW/MCW North American Heavyweight Championship (5)
- Pro Wrestling Zero1
  - NWA Intercontinental Tag Team Championship (1) – con Steve Corino
- United States Wrestling Association
  - USWA Unified World Heavyweight Championship  (1)
  - Rookie of the Year (1994)